# أليوت كولير
أليوت كولير (بالإنجليزية: Elliot Collier)‏ (22 فبراير 1995 في نيوزيلندا - ) هو لاعب كرة قدم نيوزلندي في مركز الهجوم. لعب مع شيكاغو فاير وLoyola Ramblers men's soccer ‏ وWaiBOP United ‏ وChicago FC United ‏ وHamilton Wanderers AFC ‏ وإندي إليفن وIsland Bay United ‏.

## وصلات خارجية
- أليوت كولير على موقع الدوري الأمريكي (الإنجليزية)
- أليوت كولير على موقع إي إس بي إن إف سي (الإنجليزية)
- أليوت كولير على موقع قاعدة بيانات كرة القدم.إي يو (الإنجليزية)
- أليوت كولير على موقع ناشيونال فوتبول تيمز (الإنجليزية)
- أليوت كولير على موقع Soccerway.com (الإنجليزية)
- أليوت كولير على موقع عالم كرة القدم.نت (الإنجليزية)